# Park Jana Henryka Dąbrowskiego w Poznaniu

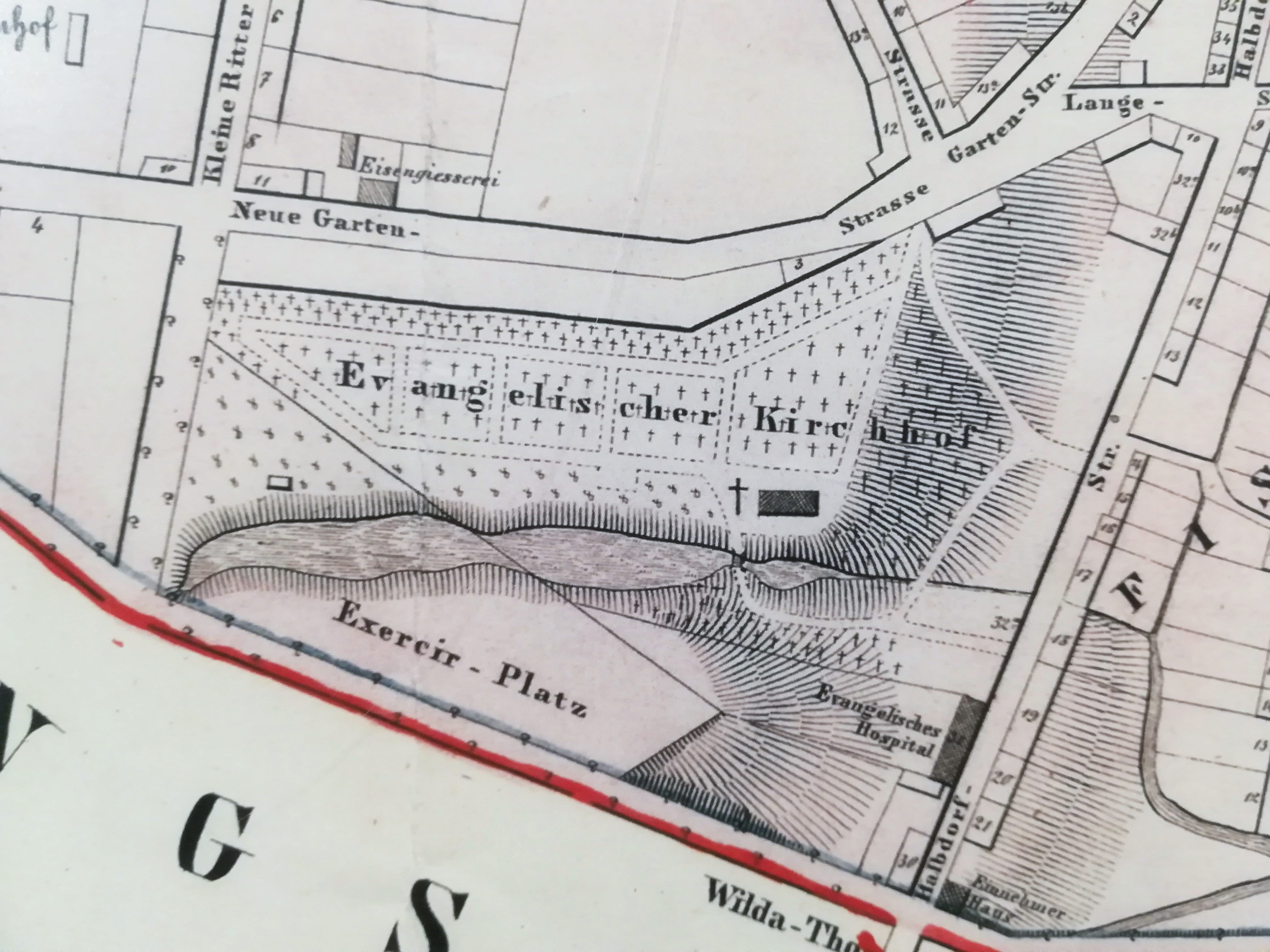
Teren parku na planie miasta z 1856 (widoczny cmentarz i stawy)

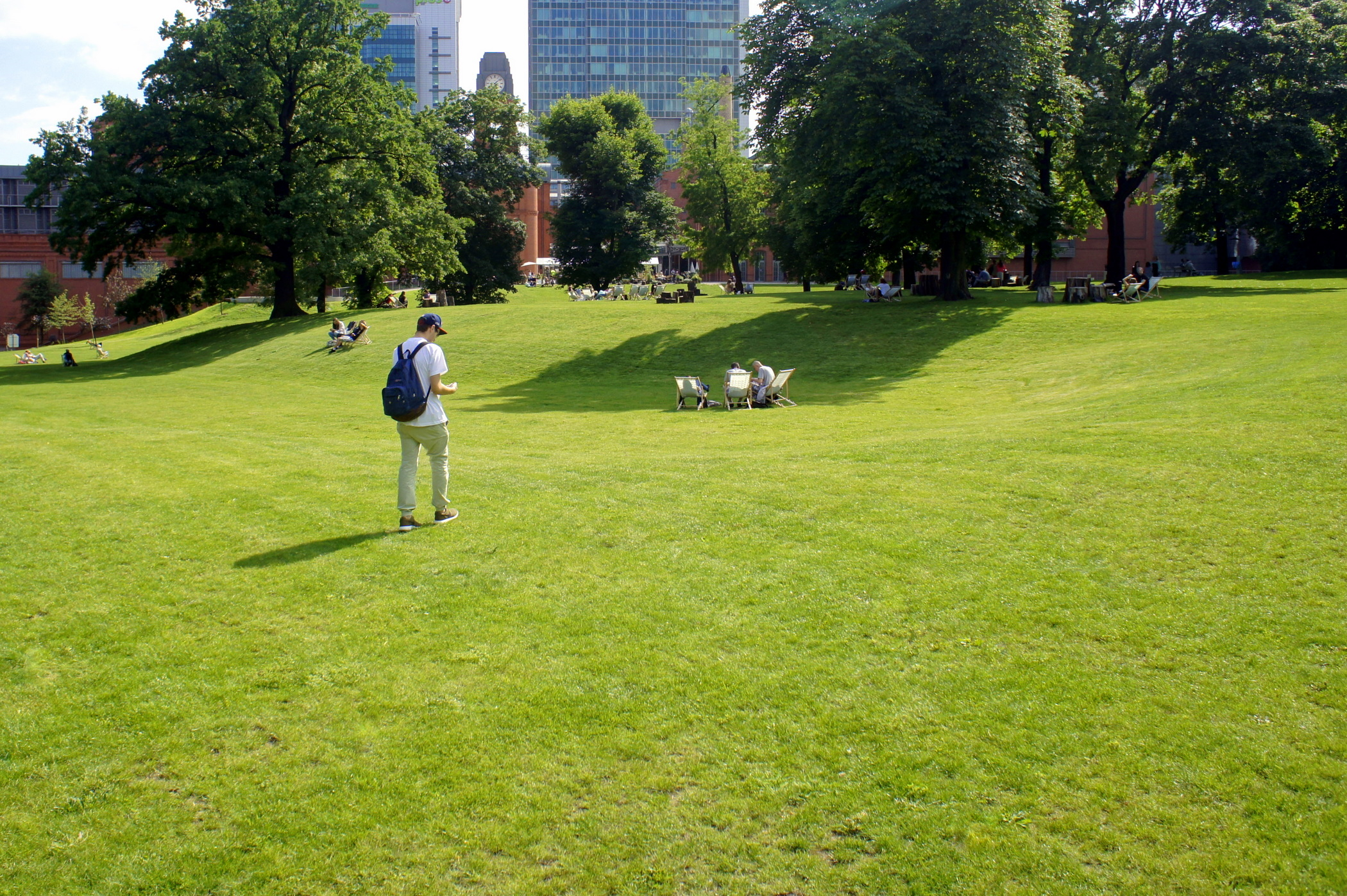
Czerwcowe popołudnie w parku

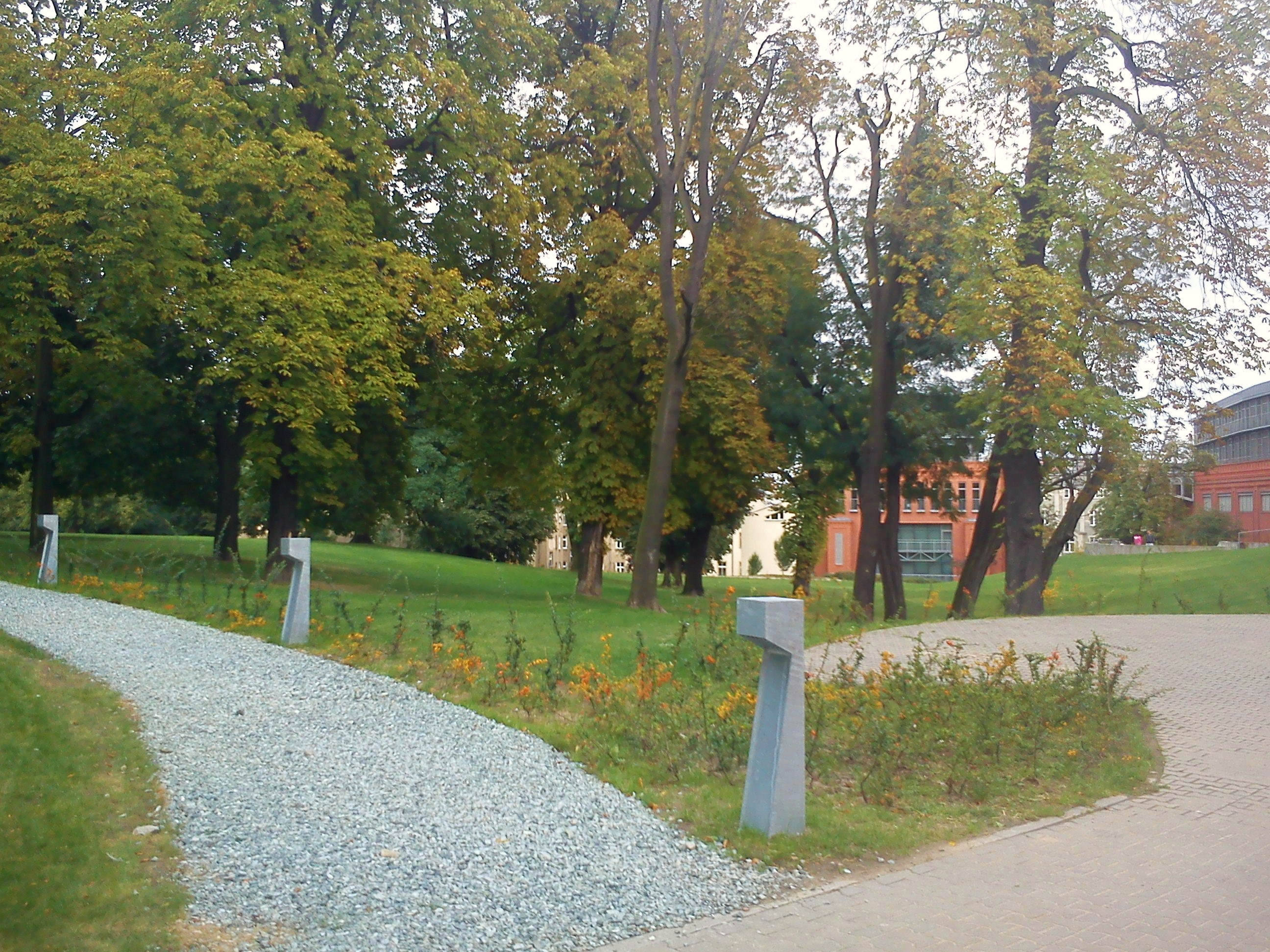
Fragment parku

Park Jana Henryka Dąbrowskiego (dawniej Park Wyzwolenia, potocznie też Kulczykpark) – park zlokalizowany w centrum Poznania, pomiędzy ul. Ogrodową na północy, ul. Ratajczaka na zachodzie, tyłami ul. Półwiejskiej na wschodzie i budynkiem Starego Browaru na południu.

## Historia

### Do 1945
Na park początkowo składały się dwie posesje. Zachodnia należała w XVIII wieku do rodziny Szwertmanów. Część tę zakupił od nich wojewoda brzeskokujawski Stanisław Dąmbski (były to wówczas głównie sady jabłkowe), a od niego w 1785 starosta wałecki Maciej Mielżyński (linia chobienicka rodu). Posesja wschodnia, na której stał drewniany początkowo dwór, dom i rósł park zwany „watsonowskim”, stała się natomiast w 1788 własnością Józefa Klemensa Mielżyńskiego, brata Macieja. Nabył ją za 6000 złotych od Adama Jasieńskiego, notariusza apostolskiego i jego żony – Petroneli z Wodzińskich. Gdy Józef zmarł bezpotomnie w 1792 obie części znalazły się w ręku Macieja Mielżyńskiego, a potem jego bratanków i bratanicy Anny (1767-1840). Anna poślubiła Stanisława Mycielskiego – wojewodę inowrocławskiego. Część posesji wykupiło od Anny przymusowo państwo pruskie za niską sumę 18.000 talarów, około połowę sumy przeznaczając na spłatę jej długów. Założono tu cmentarze – częściowo kalwiński, częściowo staroluterański.
Cmentarz staroluterański miał rozplanowanie stosunkowo swobodne, pejzażowe, odbiegające od reguł ścisłej symetrii. Posiadał formę wydłużonego trójkąta. Oś kompozycyjną stanowiła aleja o kierunku wschód-zachód. Dominowały tu nagrobki w kształcie kolumn, obelisków, prostopadłościenne monumenty, czy czworoboczne cippusy z wazami (urnami) na szczycie. Zanotowano natomiast tylko trzy nagrobki figuralne. Najokazalszą budowlą cmentarza było mauzoleum Obstów z połowy XIX wieku, wzniesione w stylu arkadowym (Rundbogenstil). Zbudowane z nieregularnych ciosów kamiennych posiadało okazały portal z czerwonej cegły i piaskowcową attykę z akroterionami.
W parku stały trzy dwory. Dwór Chełmickich stał na wysokiej skarpie, górując nad ulicą Półwiejską (wówczas jeszcze nie zabudowanej na tym odcinku wysokimi kamienicami). Wejście główne znajdowało się natomiast od strony ulicy Ogrodowej, prawie dokładnie na osi wylotu ulicy Piekary. Dwór ten otaczał niewielki ogród na pagórku. Naprzeciwko dworu Chełmickich stał piętrowy dwór Mycielskich (wcześniej Mielżyńskich), do którego wiodła reprezentacyjna aleja zakończona gazonem. Obiekt otaczały okazałe lipy. W pobliżu zbudowano mały staw. Dwór posiadał wysoki, mansardowy dach z wystawką i przelotową sień. Trzeci dwór należał do Joanny z Wyssogota-Zakrzewskiej Rogalińskiej. Wszystkie trzy dwory nie zachowały się do czasów obecnych – dwór Mycielskich rozebrano na polecenie władz miejskich w 1971 (miała tu przebiegać Trasa Piekary).

### Po 1945
Rok 1945 spowodował całkowitą zagładę zarówno nagrobków, jak i większości starych drzew (lip, dębów, topoli, a także cisów). Ocalała jedna empirowa kolumna nagrobna. Bardzo ciężkie walki toczyły się o pobliski Dom Żołnierza, który był siedzibą Gestapo.
W latach międzywojennych, od 1936, Okręgowy Komitet Ochrony Przyrody w Poznaniu, działał na rzecz utworzenia na cmentarzu (wówczas już nie posiadającym funkcji grzebalnej), rezerwatu przyrody. Uzasadniał to bogaty skład runa, interesujące krzewy i bardzo rzadko występujące ślimaki. Sprzeciw gminy ewangelickiej spowodował wówczas niepowodzenie tych starań. W latach 1934–1935 gmina ewangelicka, jak również konserwator zabytków Witold Dalbor dążyli do objęcia ochroną konserwatorską zespołu tutejszych nagrobków. Podczas walk w 1945, stratowano doszczętnie roślinność, drzewa spalono, a ślimaki zupełnie wyginęły. Przetrwały nieliczne osobniki topoli, lip, kasztanowców i jesionów. Dwór Mycielskich (zrujnowany) – rozebrano (obecnie planowana jest odbudowa).
Podczas budowy Starego Browaru zmieniła się nieco topografia południowej części parku, m.in. oczka wodnego. Nowe ogrodzenie kompleksu zaprojektował Tadao Andō. Planowana jest jego gruntowna rewitalizacja. Interesujące okazy drzew to rozwidlony jesion oraz lipy o licznych guzowatych naroślach.

## Obiekty
Na północno-wschodnim skraju parku stoją:
- metodystyczny kościół Świętego Krzyża (1885-1886),
- Nie-pomnik autorstwa Norberta Sarneckiego (2010).

Z dawnego cmentarza zachowała się aleja kasztanowców wzdłuż ulicy Ogrodowej, nieliczne stare drzewa, jak również baza kolumny – fragment jednego z niezidentyfikowanych nagrobków. Odłamki pozostałych nagrobków złożono w piwnicach Gimnazjum św. Marii Magdaleny na Garbarach.

## Pochowani na dawnych cmentarzach
Na cmentarzu luterańskim i kalwińskim pochowano m.in. takie osoby jak:
- Otto von Beneckendorf und von Hindenburg – radca krajowy okręgu poznańskiego (stryj feldmarszałka Paula von Hindenburga),
- rodzina Monnicków i Kniffów – krewni matki feldmarszałka Paula von Hindenburga,
- Otto Mathias Guderian – syndyk miejski,
- Eugen Naumann – nadburmistrz Poznania,
- Samuel Hildebrandt, Abraham Emmanuel Wolf i Alfons Toporski – lekarze,
- Karol Goelb – pastor,
- Albert Vogt – muzyk,
- Karl Drewitz – architekt,
- Gotthilf Berger – kupiec i działacz społeczny,
- członkowie rodzin: Wosidło, Wilczyński, Jagielski, Brzeziński, Rzeszko, Żychliński, Pilaski, Woyda i Gołębiowski[4].